# Gobierno Ayrault
El gobierno Jean Marc Ayrault es el 35.º gobierno francés de la quinta República Francesa.
Está formado el 16 de mayo de 2012 después de la confirmación de la lista, propuesta por el primer ministro Jean-Marc Ayrault al Presidente de la República, François Hollande. Está compuesto por miembros del Partido Socialista (30), de Europe Écologie-Les Verts (2), y del Parti radical de gauche (2). Este es el primer gobierno francés, que respeta la paridad (17 mujeres/17 hombres).

## El Gobierno

### Primer ministro
|  | Función         |  | Nombre            | Partido |
|  | --------------- |  | ----------------- | ------- |
|  | Primer Ministro |  | Jean-Marc Ayrault | PS      |

### Gabinete primer gobierno

#### Ministros
|  | Función                                                             |  | Nombre                 | Partido            |
|  | ------------------------------------------------------------------- |  | ---------------------- | ------------------ |
|  | Ministro de Asuntos Exteriores                                      |  | Laurent Fabius         | PS                 |
|  | Ministro de Educación Nacional                                      |  | Vincent Peillon        | PS                 |
|  | Ministra de Justicia                                                |  | Christiane Taubira     | Walwari (app. PRG) |
|  | Ministro de Economía, Hacienda y Comercio Exterior                  |  | Pierre Moscovici       | PS                 |
|  | Ministra de Asuntos Sociales y Salud                                |  | Marisol Touraine       | PS                 |
|  | Ministra de Igualdad de los Territorios y Vivienda                  |  | Cécile Duflot          | EELV               |
|  | Ministro del Interior                                               |  | Manuel Valls           | PS                 |
|  | Ministra de Ecología, Desarrollo Sostenible y Energía               |  | Nicole Bricq           | PS                 |
|  | Ministro de Recuperación Productiva                                 |  | Arnaud Montebourg      | PS                 |
|  | Ministro de Trabajo, Empleo, Formación profesional y Diálogo social |  | Michel Sapin           | PS                 |
|  | Ministro de Defensa                                                 |  | Jean-Yves Le Drian     | PS                 |
|  | Ministra de Cultura y Comunicación                                  |  | Aurélie Filippetti     | PS                 |
|  | Ministra de Educación Superior e Investigación                      |  | Geneviève Fioraso      | PS                 |
|  | Ministra de Derechos de la Mujer, Portavoz del Gobierno             |  | Najat Vallaud-Belkacem | PS                 |
|  | Ministro de Agricultura, Alimentación y Silvicultura                |  | Stéphane Le Foll       | PS                 |
|  | Ministra de Reforma del Estado, Descentralización y Función Pública |  | Marylise Lebranchu     | PS                 |
|  | Ministro de Ultramar                                                |  | Victorin Lurel         | PS                 |
|  | Ministra de Artesanía, Comercio y Turismo                           |  | Sylvia Pinel           | PRG                |
|  | Ministra de Deportes, Juventud, Educación Popular y Asociaciones    |  | Valérie Fourneyron     | PS                 |

#### Secretarios de estado
|  | Función                                                                              | Ministerio de apego                                                   |  | Nombre                 | Partido |
|  | ------------------------------------------------------------------------------------ | --------------------------------------------------------------------- |  | ---------------------- | ------- |
|  | Ministro delegado de Presupuesto                                                     | Ministerio de Economía y Hacienda                                     |  | Jérôme Cahuzac         | PS      |
|  | Ministro delegado de Asuntos Europeos                                                | Ministerio de Asuntos Exteriores                                      |  | Bernard Cazeneuve      | PS      |
|  | Ministra delegada del Éxito académico                                                | Ministerio de Educación Nacional                                      |  | George Pau-Langevin    | PS      |
|  | Ministro delegado de Relaciones con el Parlamento                                    | Primer ministro                                                       |  | Alain Vidalies         | PS      |
|  | Ministra delegado de Descentralización                                               | Ministerio de Reforma del Estado, Descentralización y Función Pública |  | Anne-Marie Escoffier   | PRG     |
|  | Ministra delegado sin asignación                                                     | Ministerio de la Justicia                                             |  | Delphine Batho         | PS      |
|  | Ministra delegada de la Tercera Edad y la Dependencia                                | Ministerio de Asuntos Sociales y Salud                                |  | Michèle Delaunay       | PS      |
|  | Ministra delegada de l’Artesania, Comercio y Turismo                                 | Ministro de Recuperación Productiva                                   |  | Sylvia Pinel           | PS      |
|  | Ministro delegado de Economía Social y Solidaria, y de los Consumidores              | Ministerio de Economía y Hacienda                                     |  | Benoît Hamon           | PS      |
|  | Ministra delegada de Familia                                                         | Ministerio de Asuntos Sociales y Salud                                |  | Dominique Bertinotti   | PS      |
|  | Ministra delegada de Discapacidad y la Lucha contra la Exclusión                     | Ministerio de Asuntos Sociales y Salud                                |  | Marie-Arlette Carlotti | PS      |
|  | Ministro delegado de Desarrollo                                                      | Ministerio de Asuntos Exteriores                                      |  | Pascal Canfin          | EELV    |
|  | Ministra delegada de la Francofonía                                                  | Ministerio de Asuntos Exteriores                                      |  | Yamina Benguigui       | DVG     |
|  | Ministro delegado de Transportes, Asuntos Marítimos y Pesca                          | Ministerio de Ecología, Desarrollo Sostenible y Energía               |  | Frédéric Cuvillier     | PS      |
|  | Ministra delegada de las Pequeñas y Medianas Empresas, Innovación y Economía Digital | Ministerio de Recuperación Productiva                                 |  | Fleur Pellerin         | PS      |
|  | Ministro delegado de Veteranos                                                       | Ministerio de Defensa                                                 |  | Kader Arif             | PS      |

### Gabinete segundo gobierno

#### Ministros
| Image | Fonction                                                            |  | Nom                    | Parti              |
| ----- | ------------------------------------------------------------------- |  | ---------------------- | ------------------ |
|       | Ministro de Asuntos Exteriores                                      |  | Laurent Fabius         | PS                 |
|       | Ministro de Educación Nacional                                      |  | Vincent Peillon        | PS                 |
|       | Ministra de Justicia                                                |  | Christiane Taubira     | Walwari (app. PRG) |
|       | Ministro de Economía y Hacienda                                     |  | Pierre Moscovici       | PS                 |
|       | Ministra de Asuntos Sociales y Salud                                |  | Marisol Touraine       | PS                 |
|       | Ministra de Igualdad de los Territorios y Vivienda                  |  | Cécile Duflot          | EELV               |
|       | Ministro del Interior                                               |  | Manuel Valls           | PS                 |
|       | Ministra de Comercio Exterior                                       |  | Nicole Bricq           | PS                 |
|       | Ministro de Recuperación Productiva                                 |  | Arnaud Montebourg      | PS                 |
|       | Ministro de Ecología, Desarrollo Sostenible y Energía               |  | Philippe Martin        | PS                 |
|       | Ministro de Trabajo, Empleo, Formación profesional y Diálogo social |  | Michel Sapin           | PS                 |
|       | Ministro de Defensa                                                 |  | Jean-Yves Le Drian     | PS                 |
|       | Ministra de Cultura y Comunicación                                  |  | Aurélie Filippetti     | PS                 |
|       | Ministra de Educación Superior e Investigación                      |  | Geneviève Fioraso      | PS                 |
|       | Ministra de Derechos de la Mujer, Portavoz del Gobierno             |  | Najat Vallaud-Belkacem | PS                 |
|       | Ministro de Agricultura, Alimentación y Silvicultura                |  | Stéphane Le Foll       | PS                 |
|       | Ministra de Reforma del Estado, Descentralización y Función Pública |  | Marylise Lebranchu     | PS                 |
|       | Ministro de Ultramar                                                |  | Victorin Lurel         | PS                 |
|       | Ministra de Artesanía, Comercio y Turismo                           |  | Sylvia Pinel           | PRG                |
|       | Ministra de Deportes, Juventud, Educación Popular y Asociaciones    |  | Valérie Fourneyron     | PS                 |

#### Secretarios de estado
|  | Función                                                                              | Ministerio de apego                                                   |  | Nombre                 | Partido |
|  | ------------------------------------------------------------------------------------ | --------------------------------------------------------------------- |  | ---------------------- | ------- |
|  | Ministro delegado de Presupuesto                                                     | Ministerio de Economía y Hacienda                                     |  | Bernard Cazeneuve      | PS      |
|  | Ministro delegado de Asuntos Europeos                                                | Ministerio de Asuntos Exteriores                                      |  | Thierry Repentin       | PS      |
|  | Ministra delegada del Éxito académico                                                | Ministerio de Educación Nacional                                      |  | George Pau-Langevin    | PS      |
|  | Ministro delegado de Relaciones con el Parlamento                                    | Primer ministro                                                       |  | Alain Vidalies         | PS      |
|  | Ministro delegado de la Ciudad                                                       | Ministerio de Igualdad de los Territorios y Vivienda                  |  | François Lamy          | PS      |
|  | Ministra delegada de la Tercera Edad y la Dependencia                                | Ministerio de Asuntos Sociales y Salud                                |  | Michèle Delaunay       | PS      |
|  | Ministro delegado de Economía Social y Solidaria, y de los Consumidores              | Ministerio de Economía y Hacienda                                     |  | Benoît Hamon           | PS      |
|  | Ministra delegada de Familia                                                         | Ministerio de Asuntos Sociales y Salud                                |  | Dominique Bertinotti   | PS      |
|  | Ministra delegada de Discapacidad y la Lucha contra la Exclusión                     | Ministerio de Asuntos Sociales y Salud                                |  | Marie-Arlette Carlotti | PS      |
|  | Ministro delegado de Desarrollo                                                      | Ministerio de Asuntos Exteriores                                      |  | Pascal Canfin          | EELV    |
|  | Ministra delegada de la Francofonía                                                  | Ministerio de Asuntos Exteriores                                      |  | Yamina Benguigui       | DVG     |
|  | Ministro delegado de Transportes, Asuntos Marítimos y Pesca                          | Ministerio de Ecología, Desarrollo Sostenible y Energía               |  | Frédéric Cuvillier     | PS      |
|  | Ministra delegada de las Pequeñas y Medianas Empresas, Innovación y Economía Digital | Ministerio de Recuperación Productiva                                 |  | Fleur Pellerin         | PS      |
|  | Ministro delegado de Veteranos                                                       | Ministerio de Defensa                                                 |  | Kader Arif             | PS      |
|  | Ministra delegado de Descentralización                                               | Ministerio de Reforma del Estado, Descentralización y Función Pública |  | Anne-Marie Escoffier   | PRG     |
|  | Ministro delegado de Agroalimentación                                                | Ministerio de Agricultura, Alimentación y Silvicultura                |  | Guillaume Garot        | PS      |
|  | Ministra delegada de Franceses en el Extranjero                                      | Ministerio de Asuntos Exteriores                                      |  | Hélène Conway-Mouret   | PS      |

| Predecesor: Gobierno Francois Fillon | Gobierno de Francia 2007-2012 | Sucesor: Gobierno Valls |